# Szakka (Syria)
Szakka (arab. شقا) – miasto w Syrii, w muhafazie As-Suwajda. W 2004 roku liczyło 5116 mieszkańców.